# Clintonia udensis
Espèce
Clintonia udensis est une espèce de plante à fleurs de la famille des Liliaceae . C'est la seule espèce de Clintonia originaire d'Asie. Il préfère les habitats peu boisés, notamment les forêts alpines de l' Himalaya .

## Description
Clintonia udensis est une plante herbacée vivace qui se propage au moyen de rhizomes souterrains , formant des colonies sur le sol des forêts tempérées . Il a 3 à 5 feuilles ovoïdes à elliptiques , chaque feuille de 8 à 25 cm (3 à 10 pouces ) de long et de 3 à 16 cm (1 à 6 pouces ) de large. Les marges des feuilles sont pubescentes quand elles sont jeunes. La tige de pubescent (techniquement, un paysage ) est de 10 à 20 cm (4 à 8) de long. Pendant la fructification, la tige s'allonge jusqu'à 60 cm (24 po) de long. L' inflorescence est de 3 à -12 à fleurs, bref terminales racemes avec densément pubescent pédoncules . Lesles tépales sont blancs, parfois bleuâtres, chaque tépale de 7 à 12 mm (0,3 à 0,5 po) de long. Les baies sont bleu foncé, presque noires, jusqu'à 12 mm (0,5 po) de diamètre. 